# Carol Bundy
Carol Mary Bundy (de soltera Peters; 26 de agosto de 1942 - 9 de diciembre de 2003) fue una asesina en serie estadounidense. Bundy y Doug Clark se hicieron conocidos colectivamente como los Sunset Strip Killers después de ser condenados por una serie de asesinatos en Los Ángeles a fines de la primavera y principios del verano de 1980. Las víctimas eran jóvenes prostitutas o personas fugitivas.

## Primeros años
Carol Mary Peters nació el 26 de agosto de 1942, hija de Charles y Gladys Peters. Tuvo una infancia problemática, debido a  sus dos padres  alcohólicos abusivos. Su madre murió cuando ella era una niña y su padre abusó sexualmente de ella a partir de los 11 años. Después de que su padre se volvió a casar, la puso en varios hogares de acogida. Cuando ella tenía 17 años, se casó con un hombre de 56.
Carol conoció a Doug Clark a la edad de 37 años cuando acababa de escapar de un tercer matrimonio con un hombre abusivo llamado Grant Bundy, con quien tenía dos hijos pequeños. Había comenzado una aventura con el gerente de su bloque de apartamentos, el cantante de country a tiempo parcial Jack Murray, y había intentado sobornar a la esposa de Murray para que lo dejara. Después de que la esposa de Murray lo obligó a desalojar a Bundy del bloque, Bundy continuó apareciendo regularmente en los lugares donde cantaba. Fue en uno de estos lugares, un bar llamado Little Nashville, donde conoció a Clark en 1980. Clark pronto se mudó con Bundy y descubrieron que compartían oscuras fantasías sexuales.

## Asesinatos

### Asesinatos cometidos por Clark
Clark empezó a llevar prostitutas al apartamento de la pareja para hacer tríos. Luego, cuando Clark se interesó por una vecina de 11 años, Bundy ayudó a atraer a la niña para que posara en fotografías pornográficas. Clark pasó rápidamente de la pedofilia a hablar de lo mucho que le gustaría matar a una chica durante el sexo. Convenció a Bundy de que comprara dos pistolas automáticas para que las usara, supuestamente buscando cumplir su fantasía de matar a una mujer durante el sexo y sentir sus contracciones vaginales durante los espasmos de la muerte.
Una noche, durante junio de 1980, Clark llegó a casa y le contó a Bundy sobre dos adolescentes, Gina Narano y Cynthia Chandler, a quienes había asesinado después de recogerlas en Sunset Strip. Les había ordenado que le hicieran una felación y luego les había disparado a las dos en la cabeza antes de llevarlas a un garaje y violar sus cadáveres. Luego había arrojado los cuerpos cerca de la autopista Ventura, donde fueron encontrados al día siguiente. Una inquieta Bundy telefoneó a la policía, admitiendo tener cierto conocimiento de los asesinatos, pero se negó a dar pistas sobre la identidad de Clark. Clark le dijo a Bundy que, si alguno de los dos era detenido, él asumiría la culpa con la esperanza de que la dejaran en libertad.
Doce días después de los primeros asesinatos, Clark mató a dos mujeres que trabajaban como prostitutas, Karen Jones y Exxie Wilson. Al igual que antes, Clark las atrajo al auto, les disparó y tiró sus cuerpos a la vista, pero no antes de quitarle la cabeza a Wilson; Clark se llevó la cabeza a su casa y la guardó en la nevera. Bundy, al verla, la maquilló antes de que Clark la utilizara de nuevo para otro "ataque de necrofilia". Dos días después, la pareja metió la cabeza recién limpiada en una caja y la tiró en un callejón. Tres días después, se encontró otra víctima en un bosque del Valle de San Fernando. La víctima, una fugitiva de su casa llamada Marnette Comer, parecía haber sido asesinada tres semanas antes, lo que la convertía en la primera víctima conocida de Clark.
No ha podido demostrarse que Bundy haya tenido una participación activa en estos crímenes.

### Asesinatos corroborados de Bundy
El 9 de agosto de 1980, el cuerpo en descomposición de John Robert Murray, de 45 años, fue encontrado en una camioneta estacionada a pocas cuadras de su casa en Van Nuys. El cuerpo de Murray presentaba heridas de arma blanca en el pecho y estaba decapitado. Dos días después, Bundy llamó a la policía y confesó haberle disparado a su amante, John "Jack" Murray, con su pistola cromada Raven, cinco días antes de que se encontrara el cuerpo.
El 2 de marzo de 1981, el esqueleto incompleto de una joven no identificada fue encontrado enterrado en el lecho de un arroyo poco profundo cerca del embalse Bouquet. Aunque sólo quedaban unos pocos huesos, los investigadores recuperaron un cráneo con un agujero de bala. La herida de arma de fuego coincidía con la descripción del asesinato de una prostituta que Clark y Bundy habían recogido, según sus propios testimonios. Clark declaró que Bundy le había disparado a la joven en la cabeza, la había desnudado y le ordenó que condujera hasta un lugar en Green Valley, donde se deshicieron del cuerpo. Clark también declaró que Bundy acarició a la víctima moribunda durante el trayecto. Ambos proporcionaron que el posible nombre de la víctima era "Cathy", además de características físicas y la ropa que tenía.
Más tarde se supo que Bundy confió a una compañera enfermera su implicación en los asesinatos de Murray y el de la mujer no identificada.

## Arresto, juicio y condena

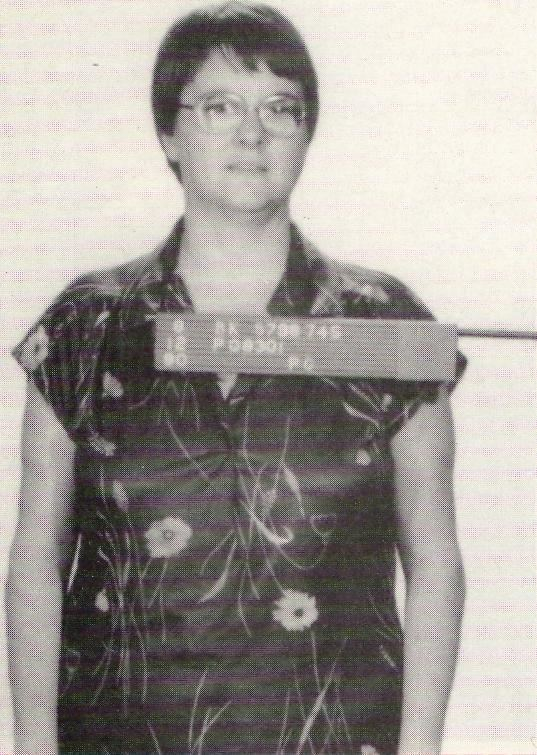
Bundy en una foto policial tomada tras su arresto en 1980.

Bundy fue arrestada el 11 de agosto de 1980 en su casa de Burbank. Clark fue arrestado el mismo día. Dos días después, fue procesada por el asesinato de John Robert Murray y detenida sin derecho a fianza.
Las armas homicidas se encontraron escondidas en el lugar de trabajo de Clark después de su arresto. Bundy fue acusada de dos asesinatos: Jack Murray y una víctima no identificada, cuyo asesinato Bundy había confesado haber presenciado después de que le entregó el arma a Clark. Clark fue acusado de seis asesinatos. En su juicio, Clark actuó como su propio abogado defensor y se propuso demostrar que Bundy y Jack Murray habían cometido los asesinatos. Bundy no testificó para la acusación en el juicio de Clark, pero sí testificó para la defensa, ya que se le concedió inmunidad judicial por delitos adicionales.
Clark fue declarado culpable de seis asesinatos y condenado a muerte en 1983. Murió en el corredor de la muerte en California el 11 de octubre de 2023, a los 75 años de edad, mientras aún esperaba su ejecución. El 31 de mayo de 1983, Bundy fue sentenciada de 52 años de prisión a cadena perpetua; 27 años a cadena perpetua por el asesinato de John Robert Murray, y otros 25 años a cadena perpetua, a ser cumplidos consecutivamente, por ayudar en la muerte de la mujer no identificada.

## Muerte
Carol Bundy murió por insuficiencia cardíaca en la Prisión para Mujeres del Centro de California el 9 de diciembre de 2003, a la edad de 61 años.